# Friedhof des Satans
Friedhof des Satans, auch Friedhof der Zombies (Original: Cementerio del terror) ist ein mexikanischer Low-Budget Horrorfilm des Regisseurs Rubén Galindo junior aus dem Jahr 1985.
Die Inszenierung wurde am 13. Mai 1989 in Deutschland auf Video veröffentlicht.

## Handlung
Dr. Camillo Cardan beschäftigt sich seit Jahren mit dem brutalen 17-fachen Serienmörder Devlon, den er für ein unmenschliches Wesen hält. Der Arzt sieht in dem Täter das personifizierte Böse, eine vom Satan besessene Kreatur mit Krallenhänden. Als Devlon eines Tages von der Polizei in Notwehr erschossen wird, plagen den Mediziner alptraumartige Visionen von einer baldigen Wiederkehr. Der alarmierte Cardan kontaktiert daraufhin die örtliche Polizei und empfiehlt dem zuständigen Polizeikommissar eine sichere Feuerbestattung des Leichnams. Dieser missachtet die Warnungen und beharrt auf einer normalen Beerdigung. Cardan bleibt stur und fälscht am Halloweenabend eine richterliche Verfügung, um den Polizeikommissar zu mobilisieren. Gemeinsam mit dem Beamten macht er sich schließlich zur örtlichen Leichenhalle auf, wo Devlon aufgebahrt wird, um dessen leblosen Körper einzuäschern.
Unter dem Vorwand eine Riesenparty zu besuchen, locken zeitlich versetzt drei junge Männer ihre Freundinnen in eine leerstehende Villa, die zuletzt von Devlon bewohnt wurde. Das verwahrloste Gebäude grenzt an den örtlichen Friedhof. In der Abgeschiedenheit versuchen die Männer sich ihren Partnerinnen zu nähern, doch die Laune der Damen ist empfindlich getrübt. Die Feierlichkeiten scheinen zu Ende, als einer der Gastgeber ein mysteriöses schwarzes Buch mit Teufelsbeschwörungen entdeckt. Um die weiblichen Partygäste zu beeindrucken, beschließen die anwesenden Männer aus purer Neugier und naivem Übermut ein satanisches Ritual zur Auferstehung der Toten auszuprobieren. Nach anfänglicher Ablehnung begeistern sich alle für den Plan. Sie entwenden daher heimlich einen besonders angsteinflößenden Toten aus dem Leichenschauhaus – es ist der bärtige Devlon – und erwecken diesen mittels einer Schwarzen Messe zum Leben. Als sich Devlons lebloser Körper inmitten eines aufkommenden Unwetters regt, flüchten die sechs Freunde ins scheinbar rettende Haus. Mit dieser Tat bringen sie sich in höchste Gefahr. Devlon steht auf, wandert zum Haus und tötet nach und nach die sechs Anwesenden.
Unterdessen bemerkt Dr. Cardan im Beisein des Kommissars das Verschwinden von Devlon in der Leichenhalle. Sie stellen Spuren sicher und der Beamte schreibt den vermissten Toten zur Fahndung aus, während Dr. Cardan die Suche nach dem Mörder in Eigenregie aufnimmt.
In einem dritten Handlungsstrang erscheinen fünf Halloween-begeisterte Kinder an besagter Begräbnisstätte, um im Zentrum des Friedhofs ihren Mut unter Beweis zu stellen. Unter den Kindern befinden sich auch zwei Kinder des Polizeikommissars. Nach einer seltsamen Feuererscheinung verlässt die Minderjährigen allerdings die Courage und sie flüchten hilfesuchend in das verlassene Haus, dem Schauplatz jenes blutigen Massakers. Dort findet die Gruppe alsbald die dahingemetzelten Toten des reanimierten Serienkillers. Völlig verängstigt und bedrängt von Devlon fliehen sie über den Friedhof zum Ausgang des Areals. Unglücklicherweise ist in dieser Nacht nicht nur Devlon zu neuem Leben erweckt worden, sondern auch weitere Tote, die sich nun aus ihren Gräbern erheben. Eine gnadenlose Jagd beginnt. Dr. Cardan trifft bei den verzweifelten Kindern ein, die sich pausenlos der Heerscharen von Untoten erwehren. Mit Hilfe von Kruzifixen gelingt es ihm die Bestien auf Distanz zu halten für die bevorstehende Aufgabe, der Vernichtung des satanischen Buches der Erweckung, welches die Kinder am Ende des Films in ein offenes Feuer stoßen. Unmittelbar danach verschwinden die Wiedergänger. Die Kinder werden wie auch Dr. Cardan gerettet. In dem offenen Ende rettet Devlon das von den Flammen stark beschädigte Buch und platziert es auf seinem ursprünglichen Platz.